# Новая Швабия
Но́вая Шва́бия (нем. Neu-Schwabenland или Neuschwabenland) — территория Антарктиды («немецкий антарктический сектор» между 4°50' и 16°30' в. д.), на которую нацистская Германия в период с 19 января 1939 года по 8 мая 1945 года предъявляла территориальные претензии. Формально отказа от этих претензий не было. Территория Новой Швабии располагалась на Земле Королевы Мод, которую с 1938 года Норвегия считает своей зависимой территорией.

## Первые экспедиции
Как и многие другие страны, в конце XIX — начале XX века Германия совершила в Антарктиду несколько экспедиций с целью научных исследований. Антарктические экспедиции XIX в. выполняли астрономические, метеорологические и гидрологические исследования и работали в южной Атлантике, на островах Южная Георгия, Кергелен и Крозе, как правило, в сотрудничестве с командами учёных из других стран. В начале XX в. германские исследователи начали работать на самом континенте Антарктида.
Первая Германская антарктическая экспедиция (1901—1903) во главе с ветераном полярных исследований и профессором геологии Эрихом фон Дригальским впервые начала использовать в Антарктике атмосферные зонды, наполненные горячим воздухом. Она также открыла, описала и дала имя Земле Кайзера Вильгельма II.
Вторая германская антарктическая экспедиция (1911—1912) во главе с Вильгельмом Фильхнером должна была пересечь Антарктиду с целью выяснить, является ли она сплошным континентом или группой островов. Это трансантарктическое путешествие не удалось совершить, но экспедиция открыла и дала имена Берегу Луитпольда и шельфовому леднику Фильхнера.
В 1937 году в море впервые вышла германская китобойная флотилия, и после её успешного возвращения весной 1938 года началась подготовка к Третьей Германской Антарктической экспедиции.

## Подготовка к экспедиции «Новая Швабия»

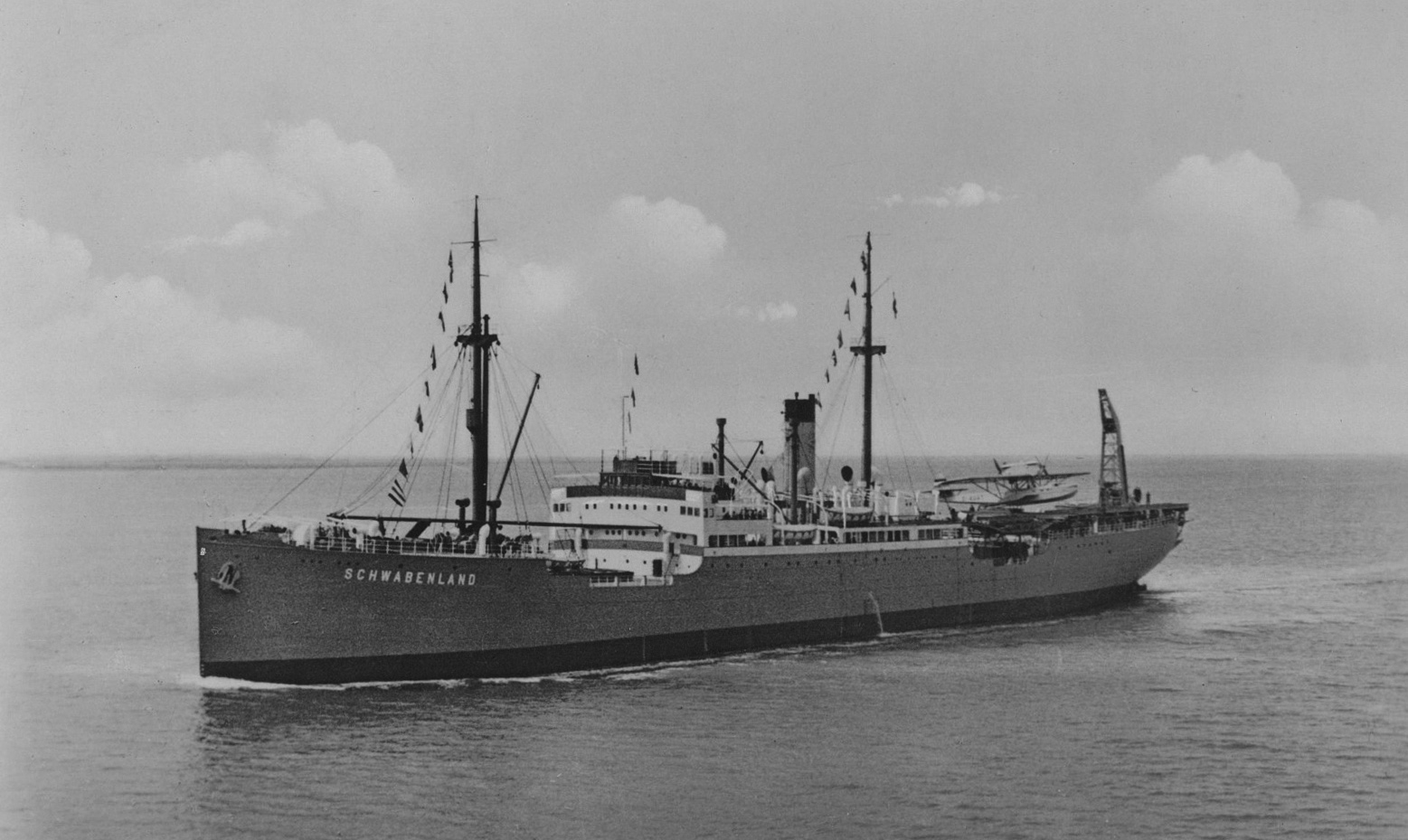
Грузовое судно «Швабия»

После прихода к власти НСДАП во главе с Адольфом Гитлером интерес к Антарктиде стал проявляться уже в политическом плане, как к материку, не имевшему определённой государственной принадлежности. Весь материк (или его часть) рассматривался как потенциальная новая территория Третьего рейха, с возможностью государственного закрепления.
Возникла идея гражданской экспедиции (с государственной поддержкой и сотрудничеством компании Lufthansa) в Антарктиду. Экспедиция должна была исследовать определённую часть материка, с последующим заявлением Германии о своих претензиях на неё.
Для экспедиции был выбран корабль «Швабия», использовавшийся с 1934 года для трансатлантических почтовых перевозок. На корме находился подъёмный кран. Особенностью корабля являлся гидросамолёт Dornier Do 16, также размещавшийся на корме. Он мог стартовать с паровой катапульты и после полёта вновь подниматься на борт с помощью крана. Корабль был переоборудован для экспедиции на гамбургских верфях.
Экипаж корабля был подобран и обучен Германским обществом полярных исследований. Командование экспедицией принял полярник капитан Альфред Ричер, до этого принимавший участие в нескольких экспедициях на Северный полюс. Перед её отправлением Гамбург посетил американский полярник Ричард Бэрд, который получил приглашение участвовать в экспедиции, но отказался. Бюджет экспедиции составил около 3 млн рейхсмарок.

## Германская антарктическая экспедиция «Новая Швабия» (1938—1939)

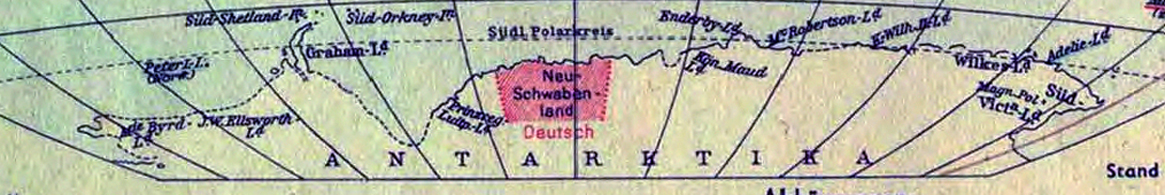
Фрагмент немецкой карты мира 1941 года, показывающий Новую Швабию как владение Германии

«Швабия» отправилась в Антарктиду из Гамбурга 17 декабря 1938 года.
Вооружённая двумя летающими лодками Дорнье «Валь», «Швабия» прибыла 19 января 1939 года в Антарктиду, где самолёты начали подробное фотографирование территории.
Был обследован огромный район южного континента от 13° з. д. до 22° в. д. (приблизительно 600 000 км²), через каждые 25-30 км сбрасывались вымпелы, сделано более 11000 фотоснимков, охватывающих примерно 360 000 км². Экспедиция открыла свободный ото льда оазис Ширмахера.
В середине февраля 1939 года экспедиция покинула Антарктиду. Возвращение судна в Гамбург заняло два месяца. 12 апреля 1939 года «Швабия» вернулась в Гамбург, где капитан Ричер доложил Гитлеру о проведённых исследованиях. Океанолог был так захвачен результатами «ледового похода», что сразу стал планировать вторую, полностью гражданскую экспедицию с использованием большого количества самолётов. Однако началась Вторая мировая война, и эти планы пришлось отменить.

## Конспирологические версии о «Новой Швабии»
Конспирологические версии утверждают, что экспедиция Ричера создала в Антарктике засекреченную военную базу 211 «Новый Берлин», и именно там экипаж подводной лодки U-530 при участии нацистского Общества Врил спрятал оккультные «реликвии Третьего рейха», в том числе и Святой Грааль, а после Второй мировой войны там был основан Четвёртый рейх. Согласно некоторым данным, в 1943 году нацистский адмирал, командующий подводным флотом Рейха Карл Дёниц заявил: «Немецкие подводники впишут себя в историю хотя бы тем, что в другой части земного шара, в Шангри-Ла, создали величайшую и неприступную крепость». Есть утверждения, что в 1945 году Великобритания проводила операцию «Табернал» по расследованию неудачно начавшей работы и воссозданной позже первой британской антарктической базы Модхейм по поиску и уничтожению нацистской базы 211.

### Военная экспедиция флота США в Антарктиде (1947 год)
В 1947 году флот США провёл антарктическую экспедицию Highjump («Высокий прыжок») под началом адмирала Ричарда Бэрда (в 1938 году участвовавшего в переговорах по поводу экспедиции Ричера).

## Сегодняшний день
В настоящее время на территориях южнее 60° ю. ш. действует Договор об Антарктике, запрещающий милитаризацию региона. На территории бывшей Новой Швабии (Земля Королевы Мод) действует германская научно-исследовательская станция Ноймайер III, открытая в 2009 году.